# Puffotter-Katzenhai
Der Puffotter-Katzenhai (Haploblepharus edwardsii) (afrikaans: Pofadderskaamooghaai, englisch: puffadder shyshark oder umgangssprachlich „Happy Eddie“), ist eine Art aus der Familie der Pentanchidae, die endemisch in den Gewässern vor der Küste Südafrikas lebt. Dieser regelmäßig vorkommende Hai lebt vor allem auf oder nahe dem Meeresboden in sandigen oder steinigen Habitaten von der Gezeitenzone bis in eine Tiefe von etwa 130 Metern. Er erreicht eine durchschnittliche Körperlänge von etwa 60 Zentimetern und besitzt einen schlanken, abgeflachten Körper und Kopf. Kennzeichnend und namensgebend ist seine auffällige Rückenzeichnung, die sich aus einer Reihe von dunkel umrandeten orangefarbenen Sattelflecken und zahlreichen weißen Flecken zusammensetzt. Der nahe verwandte Natal-Katzenhai (Haploblepharus kistnasamyi) wurde dem Puffotter-Katzenhai ursprünglich als Synonym zugeschrieben, gilt aber seit 2006 als eigene Art.
Bei Bedrohung rollt sich der Puffotter-Katzenhai – ebenso wie andere Arten der Gattung – zu einem Ring ein und bedeckt seine Augen mit dem Schwanz, wodurch er lokal die Namen „shyshark“ (scheuer Hai) oder „doughnut“ (Donut) erhielt. Er lebt räuberisch und ernährt sich vor allem von Krebstieren, Meereswürmern und kleinen Knochenfischen. Er ist eierlegend (ovipar), und die Weibchen legen die Eier einzeln oder paarweise auf verschiedenen Unterwasserstrukturen ab. Aufgrund seiner Größe wird der für den Menschen harmlose Hai von Fischern in der Regel nicht genutzt und als Beifang entsorgt. Auf der Roten Liste der gefährdeten Arten der International Union for Conservation of Nature (IUCN) wird die Art aufgrund des vergleichsweise kleinen Verbreitungsgebietes auf der Vorwarnliste (Near Threatened) geführt, da eine lokale Intensivierung der kommerziellen Fischerei oder die Zerstörung des Lebensraums mögliche Bedrohungen darstellen.

## Merkmale

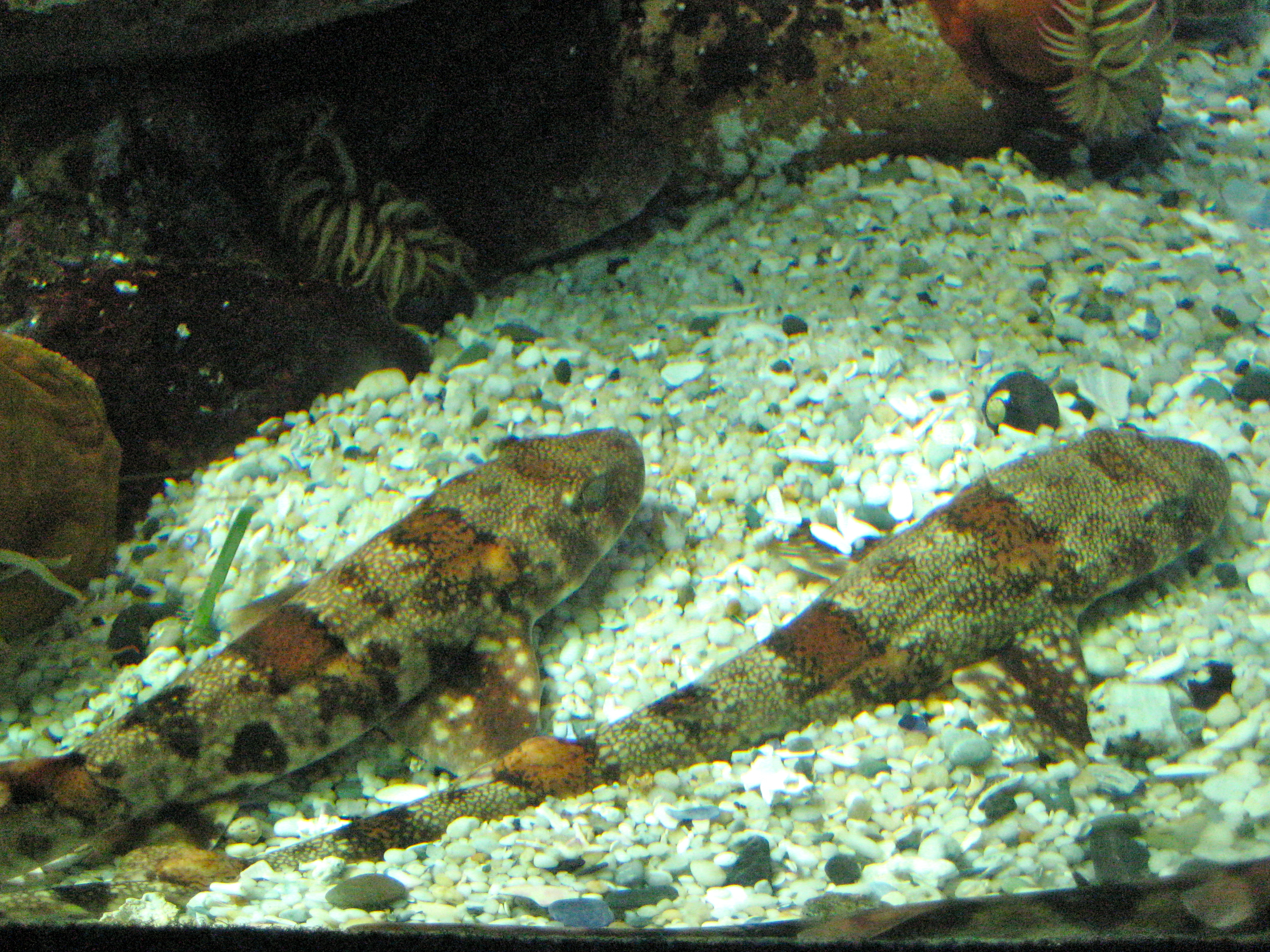
Puffotter-Katzenhaie mit der typischen Zeichnung aus orangen Sattelflecken mit kleinen weißen Punkten

Der Puffotter-Katzenhai erreicht eine durchschnittliche Körperlänge von etwa 60 Zentimetern und eine Maximallänge um 69 Zentimeter. Die Haie, die westlich von Kap Agulhas leben, sind kleiner als die östlicheren Individuen und werden nur etwa 48 Zentimeter lang. Die Rückenfärbung ist hell- bis dunkelbraun mit einer Serie von acht bis zehn gelben bis rotbraunen und dunkel umrandeten Sattelflecken sowie zahlreichen kleinen weißen Flecken. Die Bauchseite ist weiß.
Er ist schlanker als die anderen Arten der Gattung und besitzt einen kurzen, breiten und dorsal abgeflachten Kopf mit einer knapp abgerundeten Schnauze. Die großen, oval gerundeten Augen haben katzenartig geschlitzte Pupillen, eine einfache Nickhaut und eine prominente Erhöhung unterhalb des Auges. Die Nasenlöcher sind sehr groß und besitzen vorn jeweils ein Paar stark vergrößerter, dreieckiger Hautlappen, die zusammengewachsen sind und bis zum Mund reichen. Eine tiefe Grube verbindet die Ausflussöffnung der Nasenlöcher mit dem Mund, verdeckt von den Nasallappen. Die Mundöffnung ist kurz und besitzt Furchen in den Mundwinkeln. Im Oberkiefer befinden sich 26 bis 30 Zahnreihen, im Unterkiefer 27 bis 33. Die Zahnform unterscheidet sich bei den Geschlechtern und stellt entsprechend einen Geschlechtsdimorphismus dar: die Zähne der Männchen sind lang und dreispitzig, während die der Weibchen kurz und fünfspitzig sind. Ungewöhnlich im Vergleich zu anderen Haien ist eine elastische knorpelige Verbindung der beiden Hälften des Unterkiefers, durch die die Zahnverteilung gleichmäßiger ist und die Beißkraft verstärkt wird.
Die fünf Kiemenspalten sind auf die Körperoberseite verlagert. Die Rücken-, Bauch- und Analflossen haben etwa die gleiche Größe. Die Rückenflossen setzen sehr weit hinten am Körper an, wobei die erste Rückenflosse hinter dem Ansatz der Bauchflosse und die zweite Rückenflosse hinter der Analflosse beginnt. Die Brustflossen sind breit und mittelgroß ausgebildet. Die kurze und breite Schwanzflosse umfasst etwa ein Fünftel der Körperlänge und hat eine tiefe Kerbe in der Nähe der Spitze des oberen Lobus und einen kaum entwickelten unteren Lobus. Die Haut ist dick und von stark verkalkten, blattförmigen Placoidschuppen bedeckt.

## Verbreitung und Lebensraum

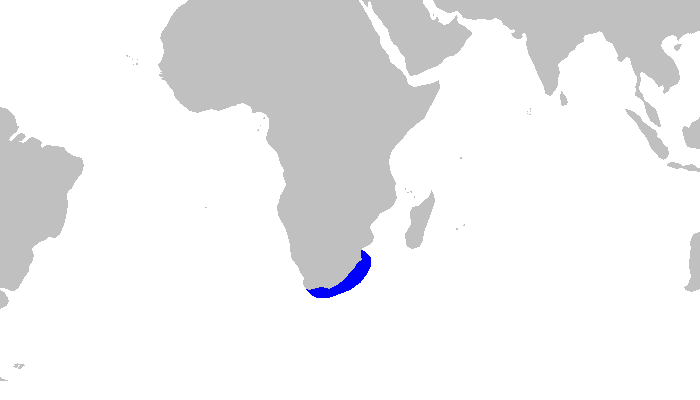
Verbreitungsgebiet des Puffotter-Katzenhais

Das Verbreitungsgebiet des Puffotter-Katzenhais beschränkt sich auf das Kontinentalschelf der Küste Südafrikas von der Langebaan Lagoon in der Western Cape Province bis zum westlichen Rand der Algoa Bay. Frühere Funde, die teilweise bis Durban im Norden reichen, werden heute als Verwechslungen mit anderen Arten eingestuft.
Der bodenlebende Hai kommt vor allem in Regionen mit sandigem oder steinigem Untergrund vor. Zur nordöstlichen Verbreitungsgrenze hin nimmt die Tiefe seines Lebensraumes zu. Diese beträgt im Bereich von Kapstadt etwa 0 bis 15 Meter und im Bereich von KwaZulu-Natal 40 bis 130 Meter Meerestiefe. Dabei spiegelt diese Verbreitung wahrscheinlich die Präferenz des Hais für kältere Wasserschichten wider.

## Lebensweise
Der in seinem Verbreitungsgebiet regelmäßig vorkommende Puffotter-Katzenhai kann sehr häufig still liegend auf dem Meeresboden beobachtet werden. Dabei ist er gesellig, und mehrere Haie können gemeinsam am gleichen Ort ruhen.

### Ernährung
Der Puffotter-Katzenhai ist wie seine Verwandten ein generalistischer Jäger mit einer zum Ergreifen von Beutetieren ausgelegten Bezahnung. Er ernährt sich entsprechend von einer Reihe benthischer und bodennah lebender Organismen, vor allem von Krebstieren und Meereswürmern sowie von Kopffüßern und Knochenfischen wie Sardellen, Grundeln, den beiden kleineren Stachelmakrelenarten Trachurus capensis und Trachurus delagoa und dem Krokodilzahnfisch Champsodon capensis. Die Männchen bevorzugen dabei vor allem Borstenwürmer, während die Weibchen vor allem Krebstiere erbeuten. Zudem wurde der Hai bei der Jagd nach einem Gewöhnlichen Kraken (Octopus vulgaris) beobachtet, wie er diesem durch eine Drehbewegung des Körpers einen Arm abriss.

### Fressfeinde und Parasiten
Als Fressfeinde des Puffotter-Katzenhais kommen vor allem größere Fische und Haie seines Verbreitungsgebiets in Frage, beispielsweise der Breitnasen-Siebenkiemerhai (Notorynchus cepedianus). Der Südafrikanische Seebär (Arctocephalus pusillus) wurde regelmäßig dabei beobachtet, wie er den kleinen Hai fing und mit ihm spielte, indem er ihn in die Luft warf oder auf ihm herumkaute. Dabei nimmt die Robbe zwar kleine Fleischstücke auf, sie frisst jedoch nur selten den ganzen Hai. Häufig werden den Robben die Haie bei diesem Verhalten von Dominikanermöwen (Larus dominicanus) gestohlen. Bei Bedrohung oder Störung nimmt der Puffotter-Katzenhai eine charakteristische Stellung ein, bei der er sich zusammenrollt und die Augen mit dem Schwanz überdeckt. Es wird angenommen, dass der Hai auf diese Weise für einen potenziellen Angreifer schwieriger zu schlucken ist.
Die Eier des Hais werden von Meeresschnecken der Familie Buccinidae, vor allem von Burnupena papyracea und B. lagenaria gefressen.
Zu den bekannten Parasiten des Puffotter-Katzenhais zählen beispielsweise der zu den Trypanosomen gehörende Einzeller Trypanosoma haploblephari, der im Blut der Haie nachgewiesen werden kann, der Fadenwurm Proleptus obtusus, der im Haidarm lebt, und als Ektoparasiten die Copepoden Charopinus dalmanni und Perissopus oblongatus, die sich an der Haut festsetzen. Ein weiterer Parasit ist die Larve der Meerassel Gnathia pantherina, die die Nasenlöcher, den Mundraum und die Kiemen des Hais befällt. Mit ihren Mundwerkzeugen verletzt sie das lokale Gewebe so stark, dass es blutet oder Entzündungen hervorgerufen werden.

### Fortpflanzung und Entwicklung

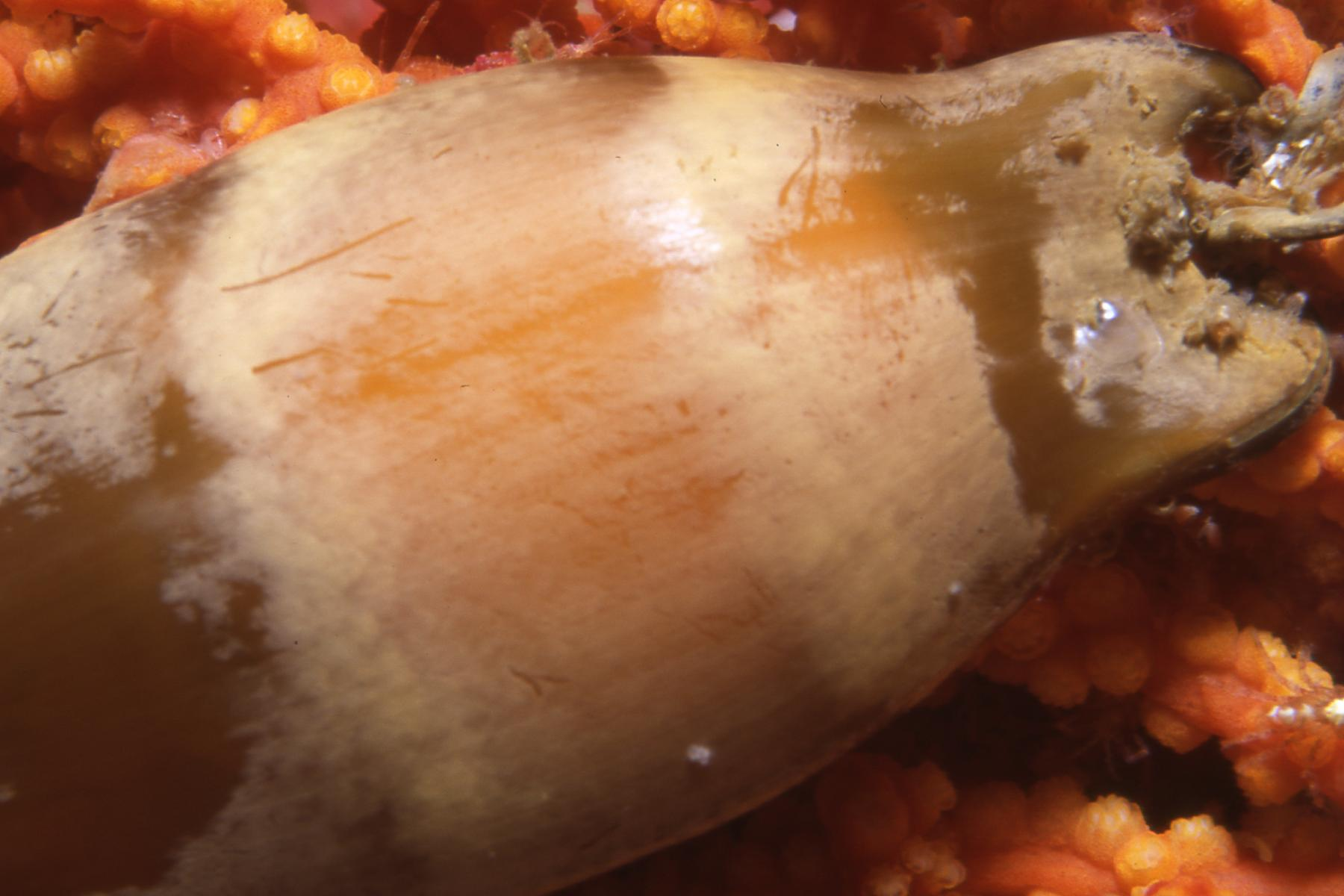
Die Eier unterscheiden sich durch die Färbung und Zeichnung der Eischale von denen anderer Arten der Gattung

Der Puffotter-Katzenhai ist eierlegend (ovipar). Die Fortpflanzung erfolgt im gesamten Jahr und es gibt keine abgrenzbare Brutsaison. Die Weibchen legen ihre Eikapseln einzeln oder paarweise ab, indem sie sie an vertikalen Strukturen ihres Lebensraums, beispielsweise Seefächern, befestigen. Die dünnwandigen Eier sind braun gefärbt und mit deutlichen hellen Querbändern gezeichnet, die Oberfläche ist leicht pelzig, und die vier Ecken sind mit langen Befestigungsfäden ausgestattet. Im Vergleich zu den Eiern anderer Arten der Gattung sind sie mit einer Länge von 3,5 bis 5 Millimetern und einer Breite von 1,5 bis 3 Millimetern etwas kleiner.
Die sich entwickelnden Embryonen besitzen äußere Kiemenfilamente bis zu einem Alter von etwa 50 Tagen und verbrauchen ihren gesamten Dottersack innerhalb der ersten etwa 100 Tage. Kurz danach schlüpfen die vollausgebildeten und aktiven Junghaie mit einer Körperlänge von etwa 10 Zentimetern.
Die Geschlechtsreife erreichen beide Geschlechter bei einem geschätzten Alter von sieben Jahren, die Körperlänge liegt dabei zwischen 35 und 55 Zentimetern. Die in tieferen Gewässern des östlichen Teils des Verbreitungsgebiets lebenden Haie werden dabei wahrscheinlich erst etwas später geschlechtsreif als die Haie im westlichen Verbreitungsgebiet.

## Evolution und Systematik

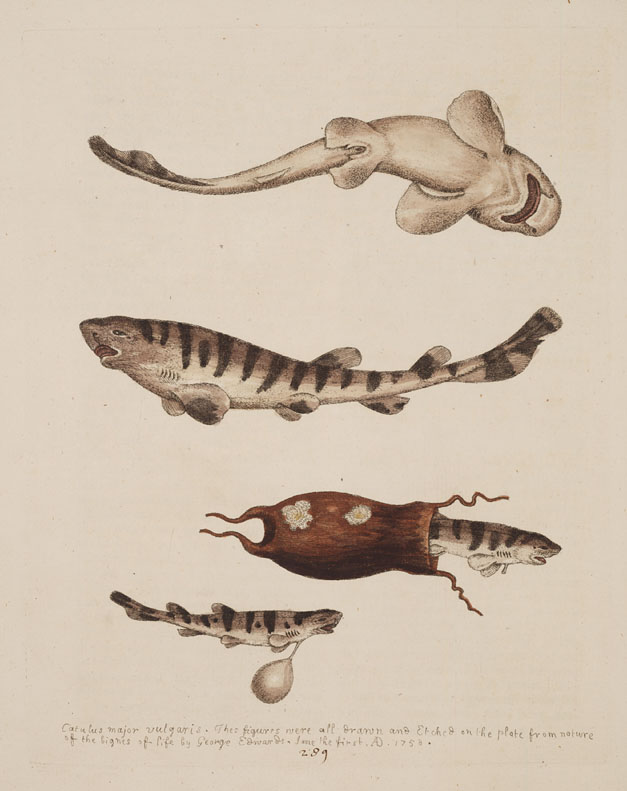
„The Greater Cat-Fish“ von George Edwards (1760)

Die erste bekannte Erwähnung des Puffotter-Katzenhais in der wissenschaftlichen Literatur stammt vom englischen Naturforscher George Edwards. Er beschrieb 1760 drei Haie, die 1758 im Bereich des Kap der Guten Hoffnung gefangen wurden, als „Catulus major vulgaris“; die gefangenen Exemplare sind jedoch nicht erhalten. Im Jahr 1817 beschrieb der französische Zoologe Georges Cuvier die Art als „Scyllium D’Edwards“, basierend auf der Beschreibung Edwards’. Der deutsche Zoologe Friedrich Siegmund Voigt übersetzte 1832 die Beschreibung von Cuvier unter dem Namen Scyllium edwardsii, wodurch er einen wissenschaftlichen Namen etablieren konnte. 2001 entdeckte M. J. P. van Oijen, dass der Schweizer Naturforscher Heinrich Rudolf Schinz bereits 1822 eine frühere Übersetzung von Cuviers Text angefertigt hatte, die ebenfalls die wissenschaftliche Bezeichnung enthielt, woraufhin die International Commission on Zoological Nomenclature (ICZN) die Entscheidung fällte, dass die Erstbeschreibung der Art Schinz zugeschrieben wird. Bereits 1913 beschrieb der amerikanische Zoologe Samuel Garman die Gattung Haploblepharus für diese und andere Katzenhai-Arten.
Ursprünglich wurden zwei Formen des Puffotter-Katzenhais mit voneinander abweichendem Aussehen und unterschiedlichen Lebensraumpräferenzen unterschieden, die als Kap- und Natalform bekannt waren. 2006 wurde die Natalform als eigene Art unter dem Namen Natal-Katzenhai (Haploblepharus kistnasamyi) neu beschrieben und damit in den Artstatus erhoben. Durch eine molekularbiologische Untersuchung auf der Basis von drei Genen der mitochondrialen DNA wurde festgestellt, dass der Puffotter-Katzenhai die ursprünglichste Art seiner Gattung darstellt. Der Dunkle Katzenhai (H. pictus) und der Braune Katzenhai (H. fuscus) stellen nach dieser Untersuchung Schwesterarten dar, der Natal-Katzenhai wurde dabei nicht betrachtet.
|      | Puffotter-Katzenhai (H. edwardsii)                                                              |
|      |                                                                                                 |
| N.N. | \| \| Dunkler Katzenhai (H. pictus) \| \| \| \| \| \| Brauner Katzenhai (H. fuscus) \| \| \| \| |
|      | \| \| Dunkler Katzenhai (H. pictus) \| \| \| \| \| \| Brauner Katzenhai (H. fuscus) \| \| \| \| |
|      | Dunkler Katzenhai (H. pictus)                                                                   |
|      |                                                                                                 |
|      | Brauner Katzenhai (H. fuscus)                                                                   |
|      |                                                                                                 |

|  | Dunkler Katzenhai (H. pictus) |
|  |                               |
|  | Brauner Katzenhai (H. fuscus) |
|  |                               |

Der Trivialname dieser Art leitet sich von der in Afrika weit verbreiteten Puffotter (Bitis arietans) ab und bezieht sich auf die ähnliche Färbung und Zeichnung beider Arten. Der Name „Happy Eddie“, der sich vom wissenschaftlichen Namen Haploblepharus edwardsii ableitet, wird vor allem in wissenschaftlichen Kreisen genutzt und wurde allgemein als einfach zu merkende Alternative zu den Namen „shyshark“ und „doughnut“ eingeführt, die für mehrere Arten verwendet werden und entsprechend nicht eindeutig sind.

## Beziehung zum Menschen
Der Puffotter-Katzenhai ist für den Menschen harmlos und kann mit der Hand gefangen werden.
Aufgrund seiner geringen Größe ist der Hai für den kommerziellen Fischfang nicht von Interesse, wird jedoch vor allem von Grundschleppnetzfischern zwischen Mossel Bay und East London sowie von Fischern im Bereich der False Bay als Beifang gefangen und entsorgt. Außerdem werden viele der Haie von Anglern vom Ufer gefangen und ebenfalls getötet und entsorgt. Lokal werden die Haie als Köder für den Hummerfang genutzt sowie als Aquariumfische gehalten. Die International Union for Conservation of Nature (IUCN) stuft den Puffotter-Katzenhai als Art der Vorwarnliste ein (Near Threatened), da die Art zwar innerhalb ihres Verbreitungsgebiets zahlreich ist, dieses jedoch sehr klein ist und sich in einem stark befischten Gebiet befindet und dadurch eine Zunahme der Fischerei oder ein Rückgang der Lebensräume einen potenziell starken Effekt auf die Gesamtpopulation haben könnte.

## Belege
1. 1 2 3 4 5  Compagno, L.J.V., M. Dando and S. Fowler: Sharks of the World. Princeton University Press, 2005, ISBN 978-0-691-12072-0, S. 234–235.
2. 1 2 3 4 5 6 7  Human, B.A.: A taxonomic revision of the catshark genus Haploblepharus Garman 1913 (Chondrichthyes: Carcharhiniformes: Scyliorhinidae). In: Zootaxa. 1451. Jahrgang, 2007, S. 1–40. (PDF)
3. 1 2 3 4  Compagno, L.J.V.: Sharks of the World: An Annotated and Illustrated Catalogue of Shark Species Known to Date. Food and Agricultural Organization, Rom 1984, ISBN 92-5101384-5, S. 332–333.
4. 1 2  
Bester, C. Biological Profiles: Puffadder Shyshark. Florida Museum of Natural History Ichthyology Department. Abgerufen am 31. August 2009.
5. 1 2 3  Van der Elst, R.: A Guide to the Common Sea Fishes of Southern Africa. third Auflage. Struik, 1993, ISBN 1-86825-394-5, S. 71.
6. 1 2  Andrea Ferrari, Anna Bennett, Antonella Ferrari: Sharks. Firefly Books, 2002, ISBN 1-55209-629-7, S. 131.
7. ↑  Heemstra, E. and P. Heemstra: Coastal Fishes of Southern Africa. NISC and SAIAB, 2004, ISBN 1-920033-01-7, S. 67.
8. 1 2 3  
Dainty, A.M. (2002). Biology and ecology of four catshark species in the southwestern Cape, South Africa. M.Sc. thesis, University of Cape Town.
9. ↑  Lechanteur, Y.A.R.G. and C. L. Griffiths: Diets of common suprabenthic reef fish in False Bay, South Africa. In: African Zoology. 38. Jahrgang, Nr. 2, Oktober 2003, S. 213–227.
10. ↑  Ebert, D.A.: Diet of the seven gill shark Notorynchus cepedianus in the temperate coastal waters of southern Africa. In: South African Journal of Marine Science. 11. Jahrgang, Nr. 1, Dezember 1991, S. 565–572.
11. ↑  Martin, R.A.: Natural mortality of puffadder shysharks due to Cape fur seals and black-backed kelp gulls at Seal Island, South Africa. In: Journal of Fish Biology. 64. Jahrgang, Nr. 3, 2004, S. 711–716, doi:10.1111/j.1095-8649.2004.00339.x.
12. 1 2  Smith, C. and C. Griffiths: Shark and skate egg-cases cast up on two South African beaches and their rates of hatching success, or causes of death. In: South African Journal of Zoology. 32. Jahrgang, Nr. 4, Oktober 1997, S. 112–117.
13. ↑  Yeld, E.M. and N.J. Smit: A new species of Trypanosoma (Kinetoplastida: Trypanosomatidae) infecting catsharks from South Africa. In: Journal of the Marine Biological Association of the United Kingdom. 86. Jahrgang, Nr. 4, 2006, S. 829–833, doi:10.1017/S0025315406013750.
14. ↑  Moravec, F., J.G. Van As and I. Dykova: Proleptus obtusus Dujardin, 1845 (Nematoda: Physalopteridae) from the puffadder shyshark Haploblepharus edwardsii (Scyliorhinidae) from off South Africa. In: Systematic Parasitology. 53. Jahrgang, Nr. 3, November 2002, S. 169–173, doi:10.1023/A:1021130825469, PMID 12510161.
15. ↑  Dippenaar, S.M.: Reported siphonostomatoid copepods parasitic on marine fishes of southern Africa. In: Crustaceana. 77. Jahrgang, Nr. 11, 2004, S. 1281–1328, doi:10.1163/1568540043165985.
16. ↑  Hayes, P.M., N.J. Smit and A.J. Davies: Pathology associated with parasitic juvenile gnathiids feeding on the puffadder shyshark, Haploblepharus edwardsii (Voight). In: Journal of Fish Diseases. 30. Jahrgang, Nr. 1, 2007, S. 55–58, doi:10.1111/j.1365-2761.2007.00777.x, PMID 17241405.
17. ↑  Von Bonde, C.: The external development of the banded dogfish or pofadderhaai Haploblepharus edwardsii (M. & H.). In: The Biological Bulletin. 88. Jahrgang, Nr. 1, 1945, S. 1–10, doi:10.2307/1538166.
18. ↑  George Edwards: Gleanings of natural history, exhibiting figures of quadrupeds, birds, insects, etc. 1760, S. 169–170, Abb. 289.
19. ↑  Human, B.A. and Compagno, L.J.V.: Description of Haploblepharus kistnasamyi, a new catshark (Chondrichthyes: Scyliorhinidae) from South Africa. In: Zootaxa. 1318. Jahrgang, 2006, S. 41–58. (PDF)
20. ↑  Human, B.A., E.P. Owen, L.J.V. Compagno and E.H. Harley: Testing morphologically based phylogenetic theories within the cartilaginous fishes with molecular data, with special reference to the catshark family (Chondrichthyes; Scyliorhinidae) and the interrelationships within them. In: Molecular Phylogenetics and Evolution. 39. Jahrgang, Nr. 2, Mai 2006, S. 384–391, doi:10.1016/j.ympev.2005.09.009, PMID 16293425.
21. 1 2  S.L. Fowler, R.D. Cavanagh, M. Camhi, G.H. Burgess, G.M. Cailliet, S.V. Fordham, C.A. Simpfendorfer, J.A. Musick: Sharks, Rays and Chimaeras: The Status of the Chondrichthyan Fishes. International Union for Conservation of Nature and Natural Resources, 2005, ISBN 2-8317-0700-5, S. 265.